# Zębice
Zębice (niem. Sambowitz) – wieś w Polsce położona w województwie dolnośląskim, w powiecie wrocławskim, w gminie Siechnice.
W latach 1975–1998 miejscowość administracyjnie należała do województwa wrocławskiego.
W Zębicach działa najstarszy klub piłkarski w gminie Siechnice – LKS Szaluna Zębice, założony w 1970 roku.